# Snow Garden (松田聖子のアルバム)
『Snow Garden』（スノー・ガーデン）は、1987年11月21日にリリースされた松田聖子の企画アルバム。

## 解説
新録音の「Today's Avenue Side」（1987年9月・10月に録音）と、過去のシングル曲、アルバム曲からセレクトされた「Yesterdays' Street Side」からなる松本隆プロデュースのクリスマス企画アルバム。CD箱帯とアナログ盤タイトルステッカーのキャッチコピーは「聖子のクリスマス・プレゼント」。
「Pearl-White Eve」がシングルとは別バージョンとなっているほか、汽車が発車する効果音やセリフを加えるなど、単なるベスト盤とは異なる構成となっている。
松本隆監督映画「微熱少年」挿入歌「雪のファンタジー」を収録。同映画のサウンドトラックは1987年春に発売されており、松田名義のアルバムへは後を追う形での収録となった。「金色のリボン」に収録されていた「星のファンタジー」の別歌詞、別編曲バージョンである。
2006年7月19日に発売された、74枚組CD BOX『Seiko Matsuda』に、デジタル・リマスタリング仕様、かつLPサイズジャケットにリニューアルされて同梱された。リマスター盤の個別販売はない。
2016年11月30日ステレオサウンドよりアナログマスターからダイレクトにDSD変換されたSACDにて発売。2016年デジタルリマスター。
2021年11月24日ソニーミュージックからBlu-spec CD2にて2021年最新デジタルリマスター仕様で発売。「Yesterday's Street Side」は「Yesterdays' Street Side」に修正されている。

## 収録曲
全作詞：松本隆

### Today's Avenue Side
1. Please Don't Go　（7:24）
  - 作曲：南佳孝／編曲：井上鑑
2. 妖精たちのTea Party　（4:21）
  - 作曲：鈴木康博／編曲：西平彰
  - フジテレビ系列「なるほど!ザ・ワールド」エンディングテーマ。当初はシングル「Pearl-White Eve」のカップリング曲となる予定であった。
3. Pearl-White Eve　（5:08）
  - 作曲：大江千里／編曲：井上鑑
4. 恋したら…　（5:12）
  - 作曲：辻畑鉄也／編曲：奈良部匠平

### Yesterdays' Street Side
1. 一千一秒物語　（4:22）
  - 作曲：大瀧詠一／編曲：多羅尾伴内
2. 瞳はダイアモンド　（4:15）
  - 作曲：呉田軽穂／編曲：松任谷正隆
3. ハートのイアリング　（4:05）
  - 作曲：Holland Rose／編曲：大村雅朗
4. 愛されたいの　（4:23）
  - 作曲：財津和夫／編曲：大村雅朗
5. Let's Boyhunt　（4:17）
  - 作曲：林哲司／編曲：井上鑑
  - エンディングにスキーのSE音が加えられている。
6. 雪のファンタジー　（3:54）
  - 作曲・編曲：大村雅朗
  - 「金色のリボン」に収録されていた「星のファンタジー」の別歌詞／別アレンジバージョン。
  - 松本隆監督映画「微熱少年」サウンドトラック（1987年4月22日）に提供されていたもので、松田名義のアルバムには初収録となった。ただし、本作は曲終わりのところでクリスマスに因んだ英語の台詞が加えられている。